# Cidaria deletaria
Cidaria deletaria là một loài bướm đêm trong họ Geometridae.